# Воробьёв, Василий Васильевич
Василий Васильевич Воробьёв (род. 11 мая 1946, Гидроторф, Горьковская область) − советский российский военный финансист, генерал-полковник, начальник Центрального финансового управления Министерства обороны СССР (1991—1992), начальник Главного управления военного бюджета и финансирования Минобороны России (1992—1995).

## Биография
Родился 11 мая 1946 года в поселке Гидроторф Балахинского района Горьковской области.
После окончания средней школы поступил в Ярославское военное училище, которое готовило специалистов службы тыла, в том числе и военных финансистов.
В 1966 году после окончания училища начал службу в мотострелковой дивизии, дислоцированной в Новосибирске.
В 1974 году заочно окончил Военный факультет при Московском финансовом институте, после этого служил на должности старшего офицера по мобилизационной работе финансового отдела Сибирского военного округа.
В ноябре 1978 года назначен старшим инспектором-ревизором инспекции финансового отдела округа. В августе 1979 года назначен на должность начальника финансовой службы 15-й армии Дальневосточного военного округа.
В июне 1982 года подполковник Воробьёв назначается заместителем начальника финансовой службы Южной группы войск в Венгрии.
С сентября 1986 года — начальник финансового отдела Уральского военного округа.
В 1987 году — начальник финансовой службы Дальневосточного военного округа.
В 1990 году переходит на работу в Центральный аппарат Министерства обороны СССР на должность первого заместителя начальника Центрального финансового управления Министерства обороны СССР.
В октябре 1991 года назначен на должность начальника Центрального финансового управления Министерства обороны СССР.
19 августа 1992 года Указом Президента России назначен на должность начальника Главного Управления военного бюджета и финансирования Министерства обороны Российской Федерации. На этой должности Воробьев, в частности, занимался финансовыми вопросами вывода Западной группы войск из Германии, встречался с канцлером Германии Гельмутом Колем в качестве личного посланника Президента РФ.
Занимался финансовым обеспечением вывода российских войск из Польши, Венгрии, Чехословакии, Монголии, прибалтийских государств и республик бывшего СССР.
В апреле 1993 года ему присвоено воинское звание генерал-полковник.
23 ноября 1995 года генерал-полковник Воробьёв был уволен с должности.
В сентябре 2001 года Воробьёв возглавил Военный финансово-экономический университет Министерства обороны РФ. Под его руководством ВФЭУ превратился в уникальный учебный центр по подготовке кадров. На современный уровень были подняты учебно-материальная база и весь научно-образовательный комплекс. Были разработаны новые подходы в обучении слушателей, активизировалась научно-исследовательская работа. При Воробьёве был создан Музей финансово-экономической службы Вооружённых Сил Российской Федерации. Однако в 2010 году университет был расформирован.

## Награды
- Орден «За службу Родине в Вооруженных Силах» III степени
- Орден «За военные заслуги»
- 20 медалей
- Государственная премия РФ имени Маршала Советского Союза Г. К. Жукова в области литературы и искусства (2006)

## Научные труды
- Монография «Трансформация военно-финансовой политики в условиях перехода к рыночной экономике и безопасность России»
- Монография «Финансово-экономическое обеспечение оборонной безопасности России: проблемы и пути решения»[4]